# 5220 Vika
5220 Vika è un asteroide della fascia principale. Scoperto nel 1979, presenta un'orbita caratterizzata da un semiasse maggiore pari a 2,2682509 UA e da un'eccentricità di 0,2047720, inclinata di 5,40631° rispetto all'eclittica.